# WTA Finals 2014
El WTA Finals 2014 es un torneo de tenis en Singapur desde el 17 de octubre al 26 de octubre de 2014. Fue la 44.ª edición de la competición en individuales y de la 39.ª edición de la competición en dobles. El torneo se disputó en el Estadio Cubierto de Singapur, y participaron las 8 mejores jugadoras de la temporada en el cuadro de individuales y las 8 mejores parejas en el cuadro de dobles. Fue el mayor de los dos campeonatos de fin de temporada de la WTA Tour 2014.

## Torneo

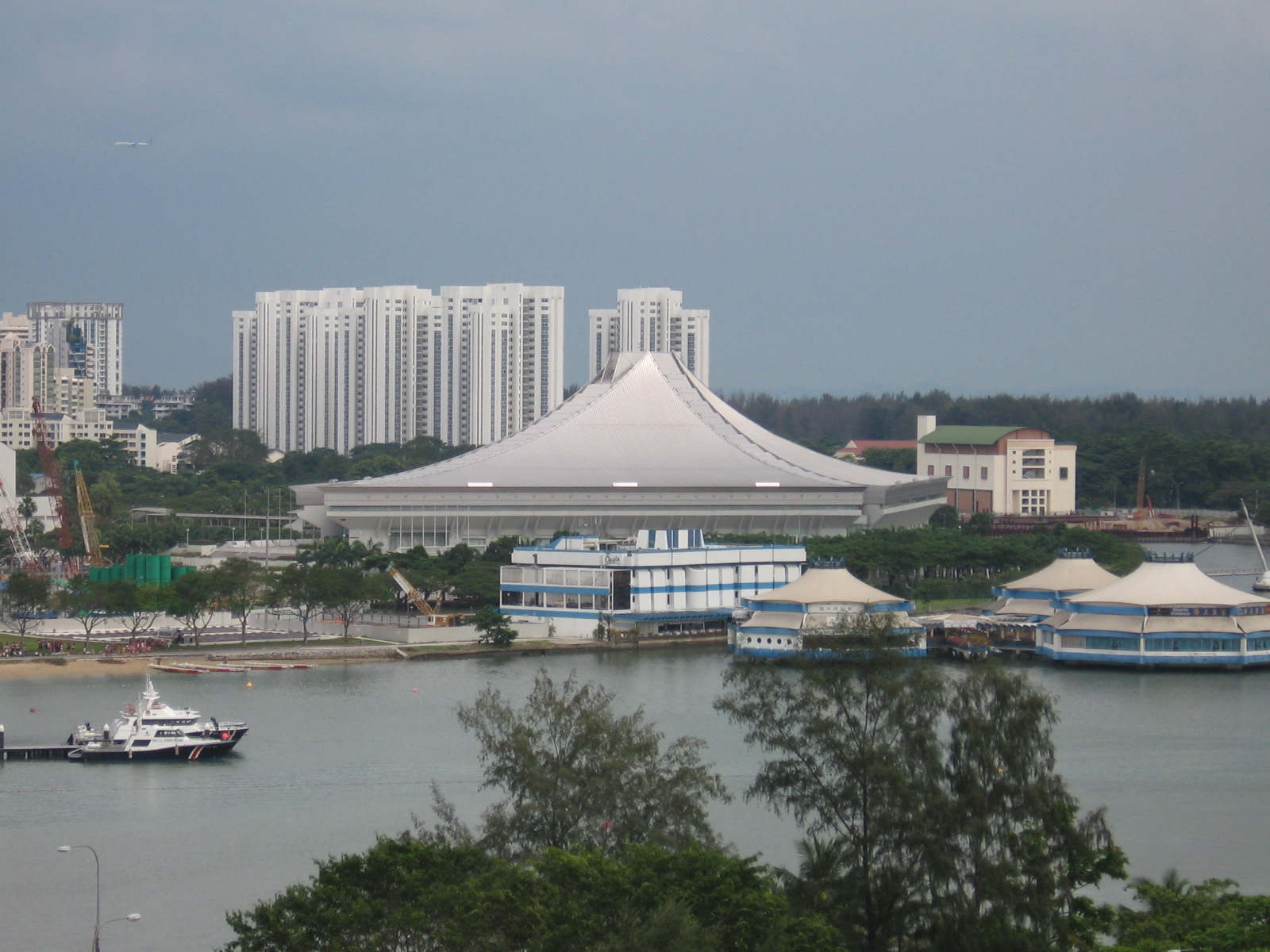
El Estadio cubierto de Singapur albergará por primera vez el WTA Tour Championshipsen el 2014.

Las Finales de la WTA 2014 tuvieron lugar en el Singapore Indoor Stadium del 17 al 26 de octubre de 2014, y fue la 44.ª edición del evento. El torneo se llevó a cabo por las Asociación de Tenis de Mujeres (WTA), como parte de la WTA Tour 2014.

### Formato
El evento contó con las ocho mejores jugadoras en individuales el evento consiste en un todos contra todos, divididos en dos grupos de cuatro. Durante los primeros cuatro días de competición, cada jugadora se enfrenta con las otras tres jugadoras en su grupo, las dos primeras de cada grupo avanzan a las semifinales. La jugadora que se haya clasificado la primera en su grupo se enfrenta con la jugadora que se clasifique de segunda en el otro grupo, y viceversa. Las ganadoras de cada semifinal se enfrentan en la final por el campeonato.

#### Desempate en el Round-Robin
Las posiciones finales de cada grupo serán determinados por las siguientes reglas desde el primero hasta el último en ese orden:
1. Mayor número de Victorias
2. Mayor número de partidos jugados; o
3. El resultado del Frente a Frente sí solo dos jugadoras están empatadas, pero si tres jugadoras están empatadas entonces:

A Si tres jugadoras tienen el mismo número de victorias, una jugadora habiendo jugado menos partidos que las otras está automáticamente eliminada y la jugadora que avance a las Semifinales es la ganadora del enfrentamiento de las jugadoras que siguen empatadas; o
B Mayor Porcentaje de sets ganados; o
C Mayor porcentaje de juegos ganados.
La competición de dobles se efectuará con 8 equipos en eliminación directa, comenzando desde los cuartos de final.

## Carrera al Campeonato

### Individuales
La clasificación para el campeonato individual de fin de año del 2014, ha sido hecho tomando en cuenta los puntos obtenidos en cada torneo de la siguiente manera:
- La consideración de los puntos obtenidos durante el 2014 serán tomados de las 16 mejores presentaciones de las jugadoras en los distintos eventos alrededor del año; siendo obligatorios los Torneos de Grand Slam y Premier Mandatory.
- Así hay que tener en cuenta que solo se tomaran en cuenta las dos mejores presentaciones de cada jugadora en los Premier 5; y las restantes participaciones en esta categoría serán tomadas en cuenta a partir de la categoría de Otras Mejores Actuaciones, así como los eventos Premier e International.

| Rank | Tenista             | Torneos de Grand Slam | Torneos de Grand Slam | Torneos de Grand Slam | Torneos de Grand Slam | Premier Mandatory | Premier Mandatory | Premier Mandatory | Premier Mandatory | Mejores Premier 5 | Mejores Premier 5 | Otras Mejores Actuacciones | Otras Mejores Actuacciones | Otras Mejores Actuacciones | Otras Mejores Actuacciones | Otras Mejores Actuacciones | Otras Mejores Actuacciones | Puntos Totales | Eventos |
| ---- | ------------------- | --------------------- | --------------------- | --------------------- | --------------------- | ----------------- | ----------------- | ----------------- | ----------------- | ----------------- | ----------------- | -------------------------- | -------------------------- | -------------------------- | -------------------------- | -------------------------- | -------------------------- | -------------- | ------- |
| Rank | Tenista             | AUS                   | FRA                   | WIM                   | USO                   | INW               | MIA               | MAD               | BEI               | 1                 | 2                 | 1                          | 2                          | 3                          | 4                          | 5                          | 6                          | Puntos Totales | Eventos |
| 1    | Serena Williams     | R16 240               | R64 70                | R32 130               | G 2000                | A 0               | G 1000            | CF 215            | CF 215            | G 900             | G 900             | G 470                      | G 470                      | SF 350                     | SF 185                     | R32 1                      | R32 1                      | 7,147          | 17(15)  |
| 2    | María Sharápova     | R16 240               | G 2000                | R16 240               | R16 240               | R32 65            | SF 390            | G 1000            | G 1000            | SF 350            | R16 105           | G 470                      | SF 185                     | SF 185                     | R16 105                    | R16 105                    |                            | 6,680          | 15      |
| 3    | Petra Kvitová       | R128 10               | R32 130               | G 2000                | R32 130               | R16 120           | QF 215            | SF 390            | F 650             | G 900             | CF 190            | G 470                      | SF 185                     | R16 105                    | CF 100                     | R32 1                      | R32 1                      | 5,597          | 18      |
| 4    | Simona Halep        | CF 430                | F 1300                | SF 780                | R32 130               | SF 390            | A 0               | F 650             | CF 215            | G 900             | CF 190            | G 280                      | R16 105                    | R16 30                     | R32 1                      | R32 1                      | R32 1                      | 5,403          | 19(18)  |
| 5    | Eugenie Bouchard    | SF 780                | SF 780                | F 1300                | R16 240               | R16 120           | R64 10            | R64 10            | R32 10            | F 585             | R64 1             | G 280                      | SF 185                     | CF 60                      | CF 60                      | R16 55                     | R16 30                     | 4,506          | 22      |
| 6    | Agnieszka Radwańska | SF 780                | R32 130               | R16 240               | R64 70                | F 650             | CF 215            | SF 390            | R32 65            | G 900             | SF 350            | CF 190                     | CF 190                     | SF 110                     | CF 100                     | CF 60                      | R16 1                      | 4,441          | 20      |
| 7    | Ana Ivanovic        | CF 430                | R32 130               | R32 130               | R64 70                | R32 65            | R16 120           | CF 215            | SF 390            | F 585             | SF 350            | G 470                      | G 470                      | F 305                      | G 280                      | G 280                      | CF 100                     | 4,390          | 21      |
| 8    | Caroline Wozniacki  | R32 130               | R128 10               | R16 240               | F 1300                | R16 120           | CF 215            | R32 65            | R32 10            | SF 350            | SF 350            | F 305                      | G 280                      | CF 190                     | SF 185                     | SF 185                     | SF 110                     | 4,045          | 19      |
| 9    | Li Na               | G 2000                | R128 10               | R32 130               | A 0                   | SF 390            | F 650             | CF 215            | A 0               | CF 190            | R16 105           | G 280                      | A 0                        | A 0                        |                            |                            |                            | 3,970          | 13(9)   |
| 10   | Angelique Kerber    | R16 240               | R16 240               | CF 430                | R32 130               | R64 10            | CF 215            | R64 10            | R16 120           | F 585             | CF 190            | F 305                      | F 305                      | F 305                      | SF 185                     | R16 105                    | R16 105                    | 3,480          | 22      |
| 11   | Yekaterina Makarova | R16 240               | R32 130               | CF 430                | SF 780                | R32 65            | R16 120           | R64 10            | R16 120           | SF 350            | R32 60            | G 280                      | SF 110                     | CF 100                     | R32 60                     | R32 60                     | R16 55                     | 2,970          | 20      |

- Actualizado hasta el 20 de octubre del 2014

     Jugadoras que clasificaron al WTA Tour Championships.
     Jugadoras que clasificaron al WTA Tour Championships como suplentes.
     Jugadoras que se retiraron del Tenis y no estarán presentes en el WTA Tour Championships.

### Dobles
La clasificación para el campeonato de Dobles de fin de año, comprende a las 8 mejores parejas que hayan sumado tantos puntos posibles en sus mejores 11 presentaciones.
| Rank | Parejas                               | Puntos Obtenidos | Puntos Obtenidos | Puntos Obtenidos | Puntos Obtenidos | Puntos Obtenidos | Puntos Obtenidos | Puntos Obtenidos | Puntos Obtenidos | Puntos Obtenidos | Puntos Obtenidos | Puntos Obtenidos | Total de Puntos | Eventos |
| Rank | Parejas                               | 1                | 2                | 3                | 4                | 5                | 6                | 7                | 8                | 9                | 10               | 11               | Total de Puntos | Eventos |
| ---- | ------------------------------------- | ---------------- | ---------------- | ---------------- | ---------------- | ---------------- | ---------------- | ---------------- | ---------------- | ---------------- | ---------------- | ---------------- | --------------- | ------- |
| 1    | Sara Errani Roberta Vinci             | 'G' 2000         | 'G' 2000         | F 1300           | 'G' 1000         | 'G' 900          | F 585            | 'G' 470          | SF 350           | F 305            | CF 215           | CF 190           | 9,315           | 18      |
| 2    | Hsieh Su-wei Peng Shuai               | G 2000           | G 1000           | G 900            | SF 390           | SF 350           | R16 240          | R16 240          | R32 130          | R32 10           | R16 1            | R16 1            | 5,262           | 12      |
| 3    | Cara Black Sania Mirza                | SF 780           | F 650            | F 650            | F 585            | 'G' 470          | CF 430           | CF 430           | SF 390           | F 305            | 'G' 280          | CF 215           | 5,185           | 21      |
| 4    | Yekaterina Makarova Yelena Vesnina    | G 2000           | F 1300           | F 650            | R16 240          | CF 215           | CF 190           | CF 190           | R32 130          | R16 105          | CF 100           | R16 10           | 5,130           | 14      |
| 5    | Raquel Kops-Jones Abigail Spears      | G 900            | SF 780           | G 470            | SF 390           | SF 350           | F 305            | R32 240          | CF 215           | CF 215           | CF 190           | SF 185           | 4,240           | 21      |
| 6    | Kveta Peschke Katarina Srebotnik      | 'G' 900          | SF 780           | F 585            | CF 430           | CF 430           | CF 215           | CF 215           | SF 185           | CF 100           | CF 100           | R16 10           | 3,950           | 18      |
| 7    | Garbiñe Muguruza Carla Suárez Navarro | SF 780           | F 650            | G 470            | F 305            | R16 240          | R16 240          | CF 215           | CF 215           | CF 190           | R16 105          | R16 105          | 3,515           | 12      |
| 8    | Alla Kudryavtseva Anastasia Rodionova | G 470            | G 470            | CF 430           | SF 390           | SF 350           | 'G' 280          | R16 240          | CF 215           | CF 190           | CF 190           | SF 185           | 3,410           | 21      |

- Actualizado hasta el 20 de octubre del 2014.

     Parejas que clasificaron al WTA Tour Championships.

## Jugadoras Clasificadas

### Individuales
| # | Jugadoras           | Puntos | Eventos | Fecha de Clasificación |
| - | ------------------- | ------ | ------- | ---------------------- |
| 1 | Serena Williams     | 7,147  | 17 (15) | 5 de septiembre        |
| 2 | María Sharápova     | 6,680  | 15      | 9 de septiembre        |
| 3 | Petra Kvitová       | 5,597  | 18      | 27 de septiembre       |
| 4 | Simona Halep        | 5,403  | 19 (18) | 15 de septiembre       |
| 5 | Eugenie Bouchard    | 4,523  | 22      | 2 de octubre           |
| 6 | Agnieszka Radwanska | 4,441  | 20      | 2 de octubre           |
| 7 | Ana Ivanovic        | 4,390  | 21      | 2 de octubre           |
| 8 | Caroline Wozniacki  | 4,045  | 19      | 2 de octubre           |

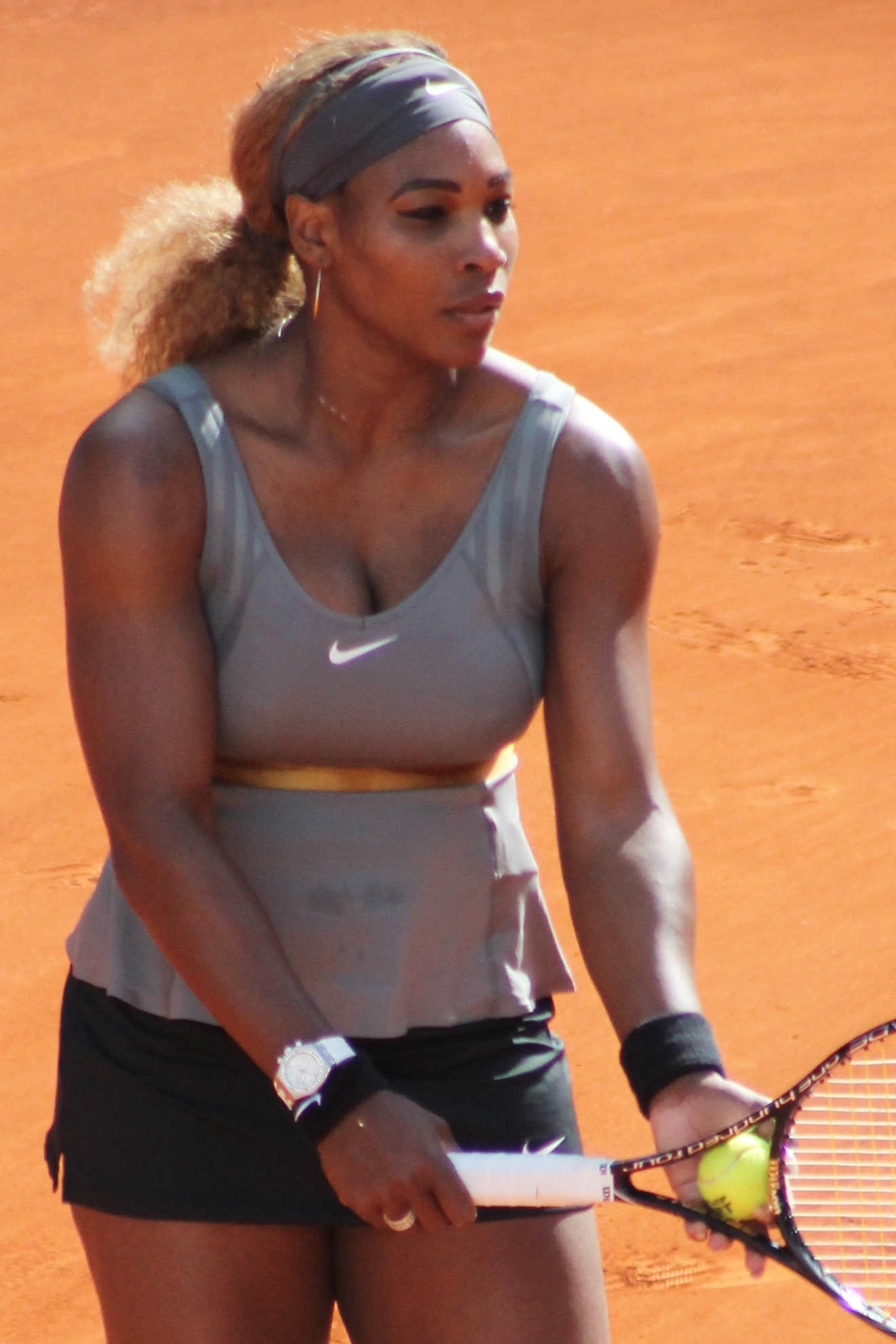
Serena Williams ganó su decimoctavo título de Grand Slam en 2014.

 El 5 de septiembre, Serena Williams se convirtió en la Primera Clasificada al WTA Tour Championships.
Continuando su camino tras su exitosa Temporada 2013, Serena Williams ganó su título n.º 58 en Brisbane, derrotando a la n.º 2 del mundo, Victoria Azarenka, en la final. Se lesiona la espalda para el Australian Open y cae en la Cuarta ronda ante Ana Ivanovic en tres sets. Retornaría al circuito en el Dubai Tennis Championships pero sería derrotada en las semifinales por Alizé Cornet. Posteriormente defendería su título en Miami, después de vencer a Li Na en la final. Caería en su debut en Charleston ante Jana Čepelová y se bajaría en su partido de cuartos de final en Madrid antes dedefender su título en Roma, derrotando a Sara Errani en la final. Llegaba como la campeona defensora a Roland Garros, sería derrotada en la segunda ronda por Garbiñe Muguruza con un marcador de 2–6, 2–6.
Posteriormente, Williams regresaría a Wimbledon como la primera sembrada. Llegaría hasta la Tercera ronda antes de perder ante Cornet en tres sets. Parecía enferma en su siguiente partido en el dobles. Regresaría al circuito en Stanford donde ganaría el título derrotando a Angelique Kerber en la final. La siguiente semana, sería derrotada por su hermana Venus por primera vez desde el 2009 en las semifinales de la Rogers Cup. Ganaría su título n.º 62 la siguiente semana en Cincinnati, venciendo a Ivanovic en la final, este título marcaría su tercera victoria en el US Open Series. Después de sus decepcionantes resultado en los Grand Slam este año, Williams ganaría el US Open, donde se clasificaría a la WTA Finals en Singapur. En la final, derrotaría a Caroline Wozniacki en sets seguidos, sería su título n.º 18 en los Grand Slam, empatando con Chris Evert y Martina Navratilova.
Se bajaría de sus partidos de Tercera ronda y cuartos de Final en Wuhan y Pekín aduciendo una enfermedad viral y una lesión en la rodilla respectivamente.

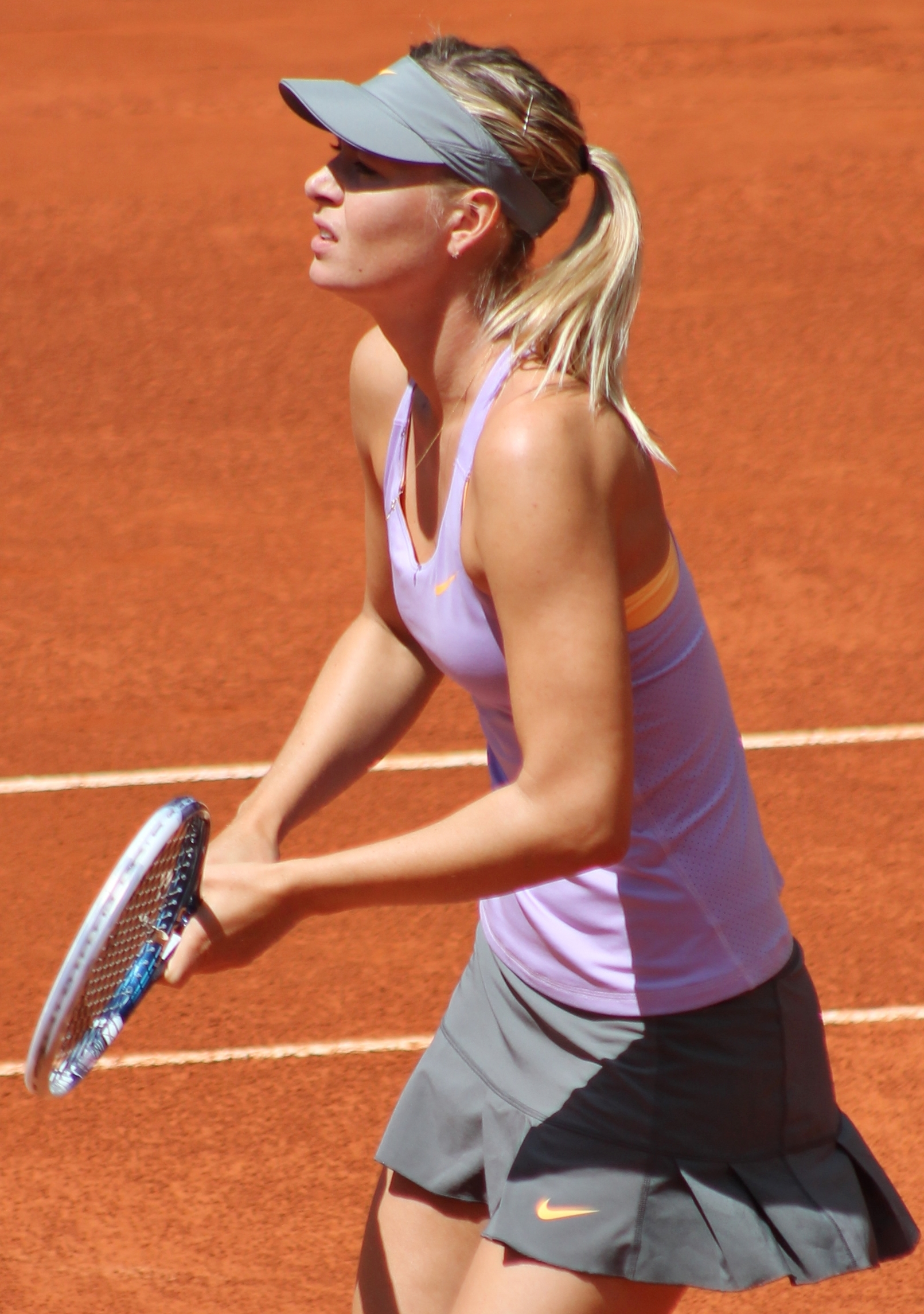
María Sharápova ganaría su segundo título de Roland Garros y su Quinto Título de Grand Slam.

 El 9 de septiembre, María Sharápova se convertiría en la segunda jugadora clasificada para el Championhips.
Después de una prematura final de temporada 2013 a causa de una lesión en su hombro, María Sharápova inició el 2014 en Brisbane donde sería derrotada por Serena Williams en las semifinales. Luego, ella viajaría a Melbourne para disputar el Abierto de Australia como la  3.ª sembrada, llegando hasta la cuarta ronda donde perdería ante Dominika Cibulkova. En febrero, María Sharápova jugaría en París como la primera sembrada, donde perdería en semifinales ante su compatriota Anastasiya Pavliuchenkova. Sharápova iniciaría la gira Norteamericana de cemento en Indian Wells como la campeona defensora. Sin embargo, fue derrotada por Camila Giorgi en la tercera ronda en tres sets. En el Sony Open Tennis, María Sharápova perdería en las Semifinales ante Serena. Durante la temporada de polvo de ladrillo, Sharápova gozó de un gran éxito. Defendió su título en Stuttgart venciendo a Ana Ivanovic en la final en tres sets y ganando el Mutua Madrid Open, derrotando a Simona Halep en tres sets. Sufrió su única derrota en polvo de ladrillo en el año en Roma cuando fue derrotada por Ivanovic en la tercera ronda, pero volvería a su buen estado en la gira de polvo de ladrillo en Roland Garros al conquistar su 5° Título de Grand Slam derrotando a Halep nuevamente en un partido que duraría más de tres horas, convirtiéndose en la Segunda Final de Grand Slam femenina más larga en la historia. Sharápova cayó en la cuarta ronda en Wimbledon ante Angelique Kerber. Sharápova inició su campaña en el US Open Series en la Rogers Cup perdiendo ante la española Carla Suárez Navarro en la tercera ronda. La siguiente semana en el Western & Southern Open, llegaría hasta las semifinales sucumbiendo ante Ivanovic nuevamente en tres sets. En el US Open, María Sharápova, fue la 5.ª sembrada, perdió en la cuarta ronda ante Caroline Wozniacki. Perdería nuevamente en la Tercera ronda en Wuhan ante Timea Bacsinszky, María Sharápova ganaría su primer título en canchas duras desde Indian Wells 2013 en el China Open venciendo a Petra Kvitová en la final en tres sets.

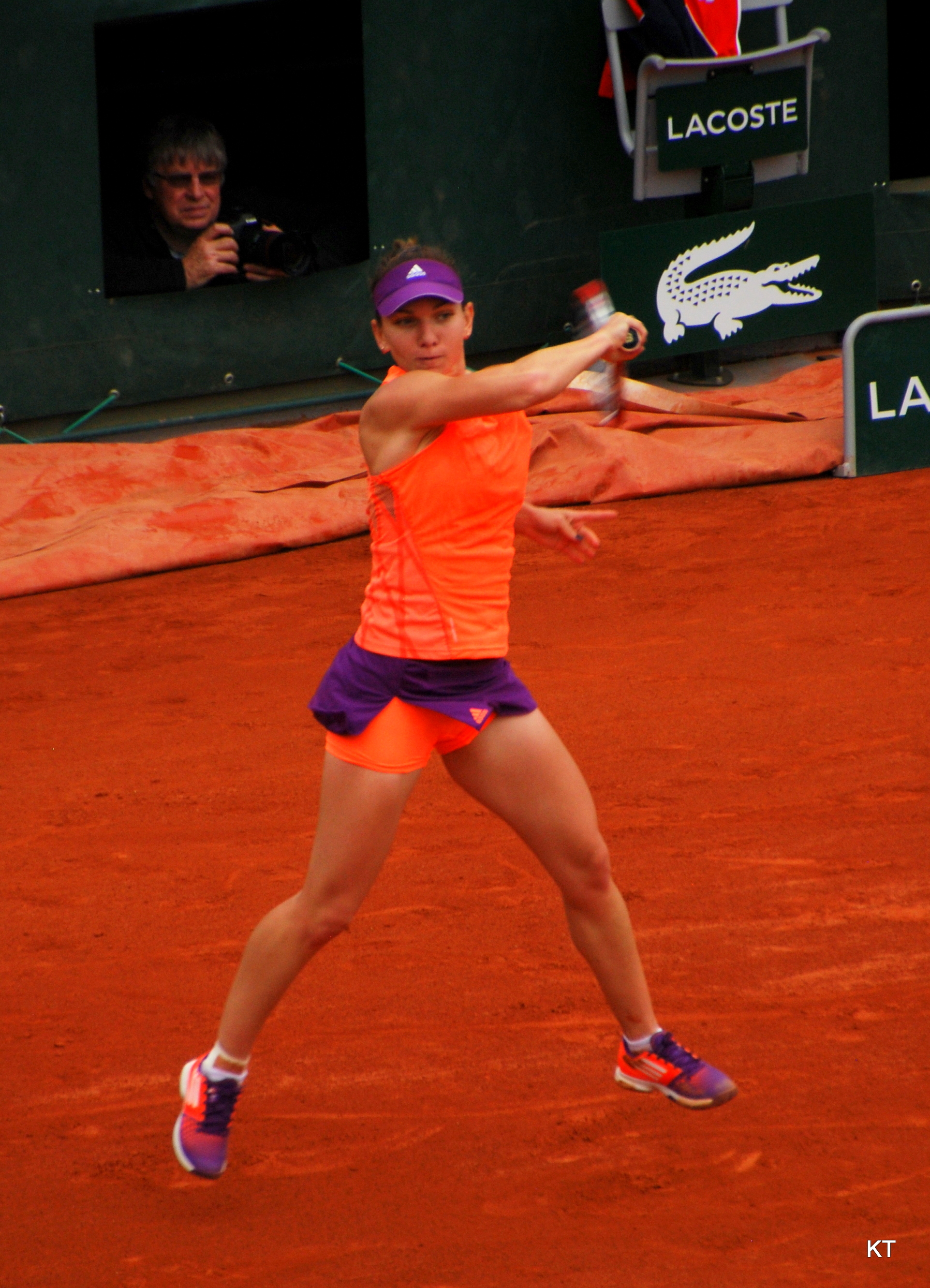
Simona Halep llegaría a su Primera Final de Grand Slam en Roland Garros.

 El 15 de septiembre, Simona Halep fue anunciada como la tercera clasfificada para el WTA Championships.
Simona Halep disfrutó de su gran momento de revelación en el 2013 donde ganó sus seis primeros títulos de la WTA. Inicia el 2014 en el Brisbane International, cayendo ante Madison Keys en su debut. En el Australian Open, llegaría a sus primeros cuartos de final en un Torneo de Grand Slam pero perdería ante Dominika Cibulkova. Luego ganaría el mayor título de su carrera en el  Catar Total Open en Doha derrotando a Angelique Kerber en la final. Posteriormente llegaría a las semifinales en el BNP Paribas Open, perdiendo ante Agnieszka Radwanska. Llegaría hasta la final en el Mutua Madrid Open donde perdería ante María Sharápova en tres sets. Tuvo una excelente participación en Roland Garros donde llegaría hasta la final, su primera final de Grand Slam. Se enfrentaría a María Sharápova y perdería nuevamente en tres apretadísimos sets. En el Wimbledon, llegaría hasta las Semifinales, donde perdería ante Eugenie Bouchard en sets seguidos. Jugando enfrente de su público, Halep derrotaría a la italiana Roberta Vinci en la final del torneo inaugural en el BRD Bucharest Open. Posteriormente llegaría a la posición más alta en su ranking personal como la n.º 2, ella jugaría en el Western & Southern Open pero volvería a perder nuevamente ante Sharápova en los cuartos de final. En el US Open, Simona fue una de las grandes favoritas con llegar a la final. Ganaría sus dos primeros partidos sobre Danielle Collins y Jana Čepelová pero caería ante la resurgiente Mirjana Lucic-Baroni en la Tercera ronda.

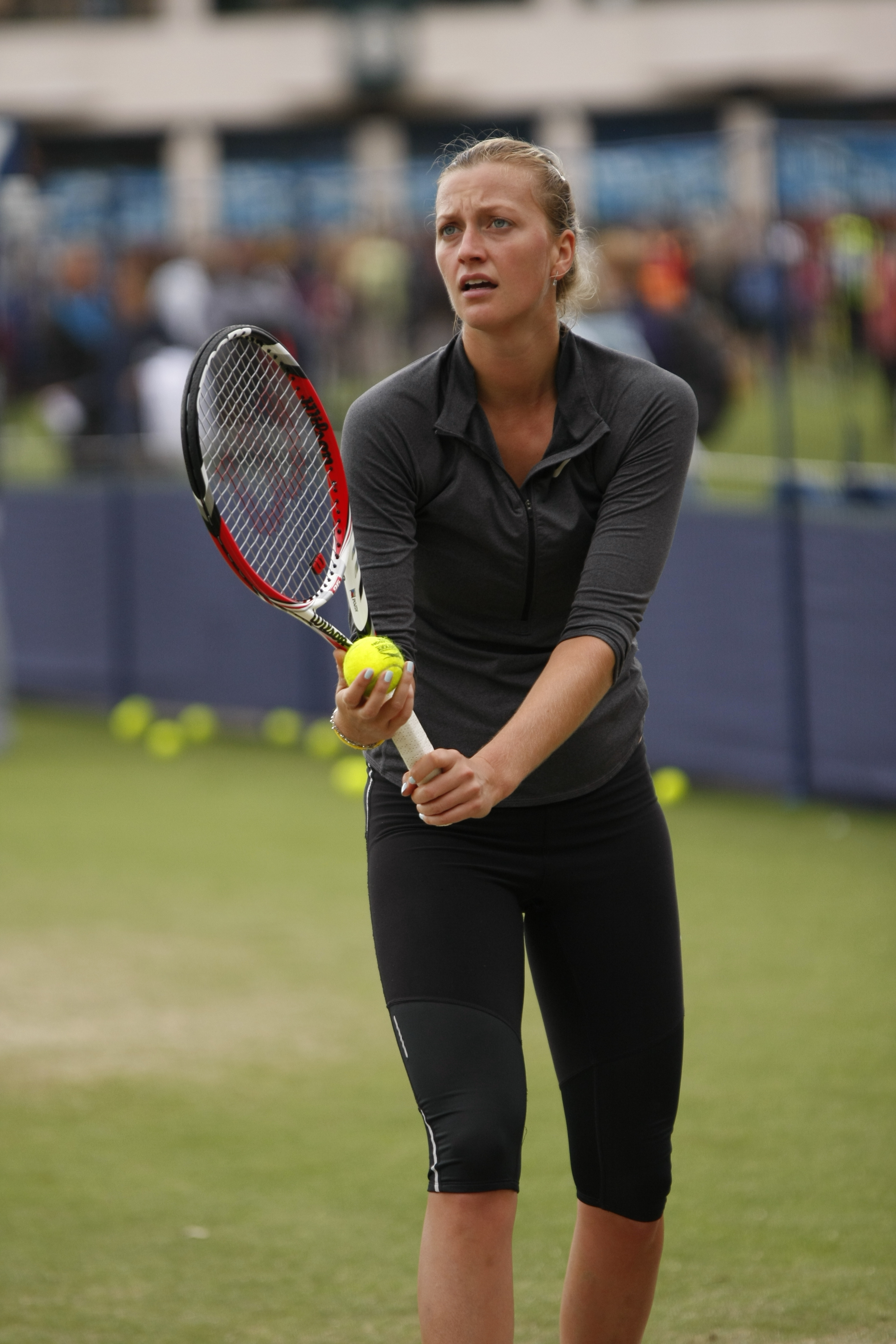
Petra Kvitová ganó su segundo Título de Grand Slam en Wimbledon.

El 27 de septiembre, Petra Kvitová fue anunciada como la cuarta clasificada al Championships tras ganar el torneo inaugural en Wuhan.
Petra Kvitová tuvo un terrible final de temporada en el 2013 y también en el inicio del 2014. Kvitová sufrió una terrible caída en la primera ronda ante Luksika Kumkhum en el Abierto de Australia. Durante la gira americana de canchas duras perdió ante Dominika Cibulkova, en Indian Wells. Perdería nuevamente esta vez ante María Sharápova en los cuartos de final en Miami. En Madrid perdería ante Simona Halep en tres duros sets en las semifinales. En Roland Garros, Kvitová perdería nuevamente en tres sets, esta vez ante Svetlana Kuznetsova. Kvitová ganaría su Segundo Grand Slam en el Wimbledon, donde derrotó a Eugenie Bouchard en menos de una hora, convirtiéndose en una de las finales más cortas en la historia de los grand Slam. Después de ganar Wimbledon, Kvitová tuvo decepcionantes participaciones en Montreal y Cincinnati, sufriendo derrotas tempraneras ante Yekaterina Makarova en tercera ronda y Elina Svitolina en la segunda ronda, respectivamente. Posteriormente ganaría el título en New Haven, pero caería prematuramente de nuevo en el US Open ante la joven serbia Aleksandra Krunić. Kvitová luego ganaría el nuevo torneo de Wuhan, derrotando a Eugenie Bouchard en la final nuevamente en sets seguidos. Kvitová continuó su éxito en China con otra final esta vez en el China Open, pero esta vez cayó derrotada ante Sharápova en tres sets.
El 2 de octubre, los 4 últimos lugares fueron ocupados por Eugenie Bouchard, Agnieszka Radwanska, Ana Ivanovic y Caroline Wozniacki. Las cuatro clasfifiacron tras las eliminaciones de Angelique Kerber y Yekaterina Makarova en sus respectivos partidos de Tercera rondaen Pekín y el retiro del Tenis de Na Li.

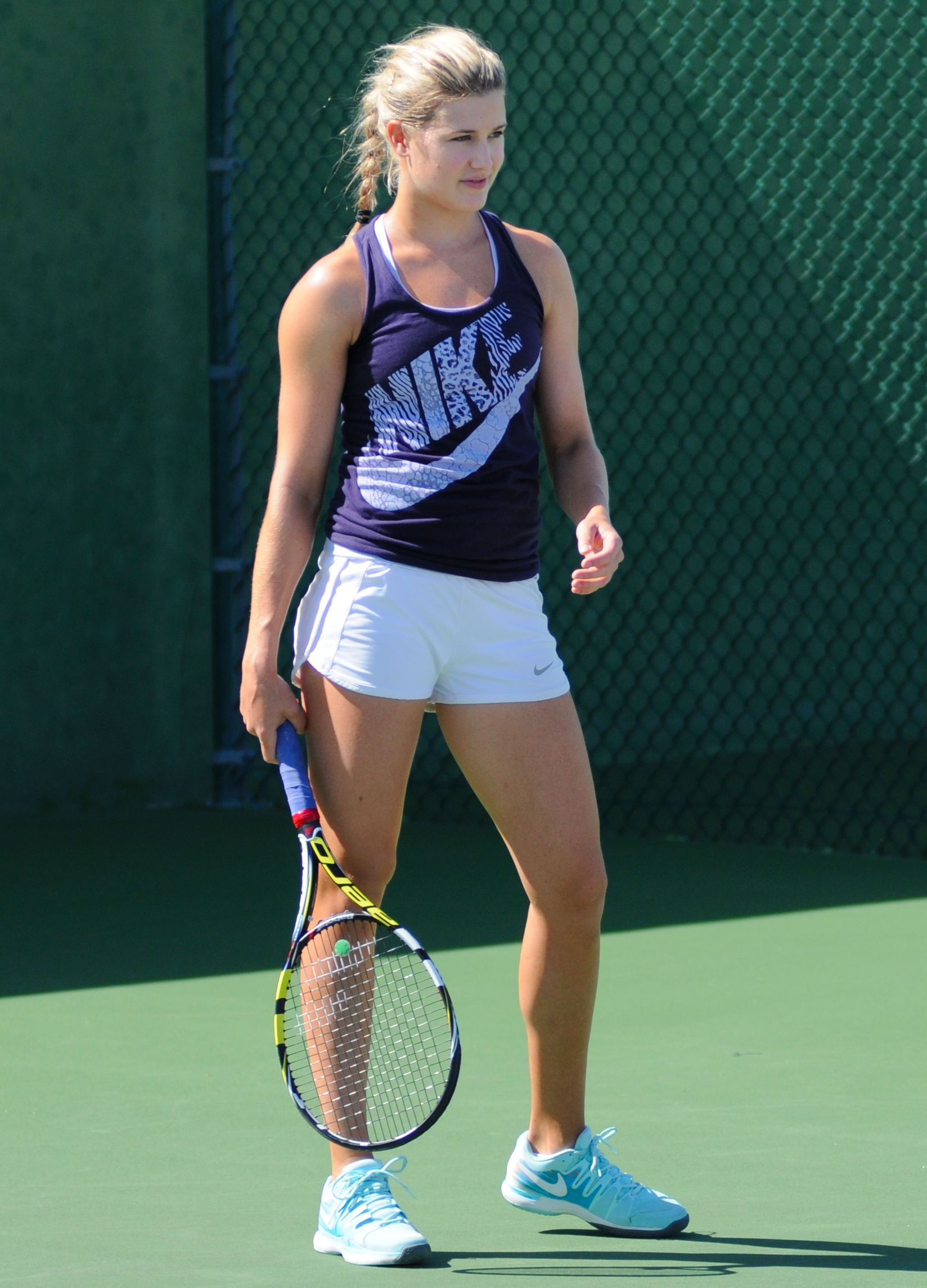
Eugenie Bouchard llegó a su Primera Final de Grand Slam en Wimbledon.

Eugenie Bouchard realizó una temporada 2014 excelente entrando al Top-10 por primera vez. En el Primer Grand Slam del Año el Abierto de Australia, llegó hasta las Semifinales perdiendo ante la eventual campeona Li Na, convirtiéndose en la primera canadiense desde 1984 en llegar a semifinales de un Mayor. Luego ganaría su Primer Título de su carrera en Nürnberger Versicherungscup derrotando a Karolína Plíšková en la final. Llegó a su Segunda Semifinal en un Grand Slam en Roland Garrosperdiendo ante la eventual campeona María Sharápova. En Wimbledon, Bouchard llegaría a su primera final de Grand Slam al dejar en las semifinales a Simona Halep, pero perdería en menos de una hora ante Petra Kvitová. Bouchard caería en sus debuts en la Rogers Cup y en el Western & Southern Open. Sufriría su primera derrota en el año antes de las semifinales en los Grand Slam al perder en la cuarta ronda del US Open ante Yekaterina Makarova. En la gira asiática llegaría a su primera final en un Premier 5 en el Wuhan Open, perdiendo nuevamente ante Kvitová.

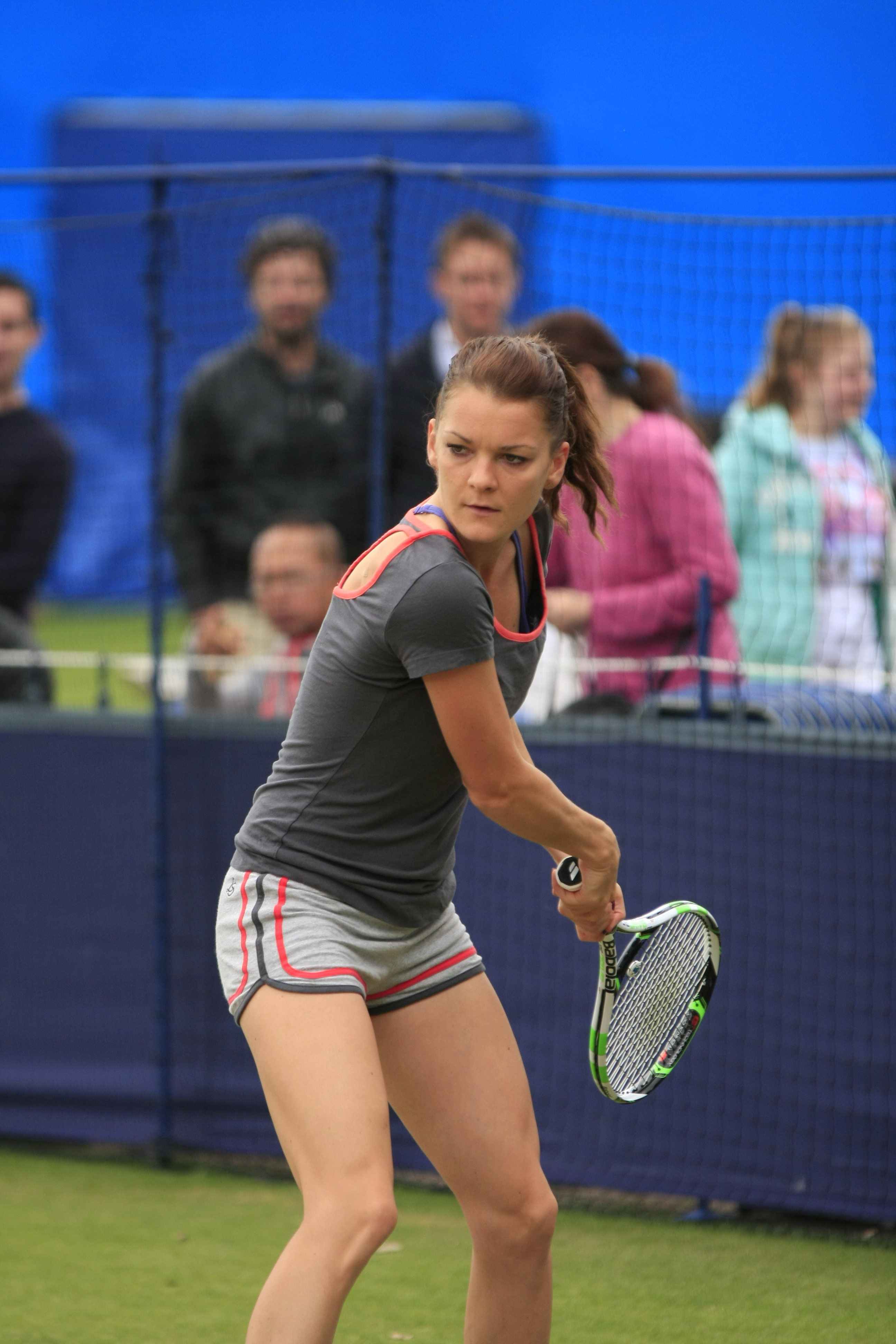
Agnieszka Radwanska llegó a sus primeras Semifinales en el Abierto de Australia.

Agnieszka Radwanska no tuvo los mismos resultados que en las temporadas 2012 y 2013. No pudo defender su título en Sydney International perdiendo en su debut ante Bethanie Mattek-Sands. Sin embargo, llegó a sus primeras Semifinales en Australia tras derrotar a la bicampeona defensora Victoria Azarenka en los cuartos de final, antes de perder ante Dominika Cibulková. Llegaría hasta las Semifinales en el Qatar Total Open perdiendo ante Simona Halep. La polaca llegó hasta la final en Indian Wells, pero perdería ante Flavia Pennetta que había derrotado a Li Na. Regresaría su país para disputar el BNP Paribas Katowice Open pero perdería en semifinales ante Alize Cornet. Fue también semifinalista en el Mutua Madrid Open  perdiendo ante la eventual campeona María Sharápova nuevamente. No pudo consolidar sus fuerzas ni sus grandes tiros en Roland Garros, perdiendo en la tercera ronda ante Ajla Tomljanovic. También perdió prematuramente en Wimbledon, cayendo ante Yekaterina Makarova en la cuarta ronda. Sin embargo, conquistó su primer título de la temporada en la Rogers Cup derrotando a Venus Williams en la final. En el último Grand Slam de la temporada, el US Open, perdería en segunda ronda ante la eventual semifinalista, Peng Shuai.

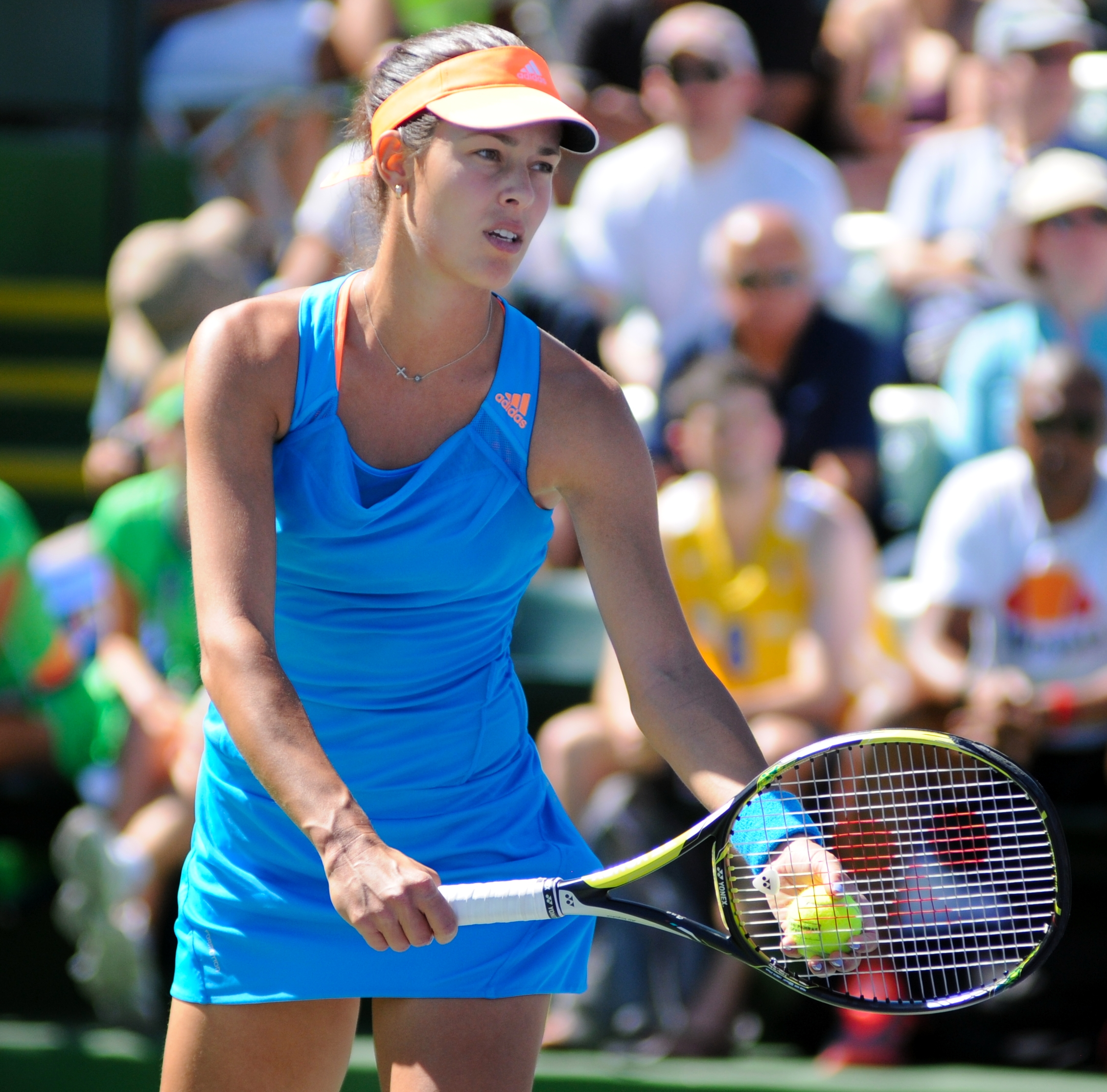
Ana Ivanovic ganó 4 títulos en el año, volviendo nuevamente al Top-10.

Ana Ivanovic resurgió en el 2014, regresando al top 10 por primera vez desde el 2009. Comenzó la temporada con un Título en el ASB Classic venciendo a Venus Williams, este fue su primer título en dos años. Llegaría a los cuartos de final en el Australian Open derrotando a la no. 1 Serena Williams antes de perder ante Eugenie Bouchard. Luego ganaría su segundo título del año en el Monterrey Open venciendo a su compatriota Jovana Jakšić en la primera final de serbias en el circuito. Tuvo su primera derrota en una final en el Porsche Tennis Grand Prix ante las dos veces campeona defensora María Sharápova. En Roland Garros, perder+ia en la tercera ronda ante Lucie Šafářová. Volvería a la acción en el Aegon Classic venciendo a Barbora Záhlavová-Strýcová en sets seguidos para conquistar su tercer título del año. Sin embargo caería tempranamente en Wimbledon en la tercera ronda ante Sabine Lisicki. Llegaría a una gran final desde la lograda en el 2009 en BNP Paribas Open, en el Western & Southern Open, batiendo a Sharápova en semifinales, pero perdiendo ante Serena Williams en sets seguidos en la final. Ganó su Cuarto título del año en el Toray Pan Pacific Open derrotando a Caroline Wozniacki en la final. Este año sería en el que ganara más títulos en su carrera. También llegaría a las semifinales del China Open perdiendo ante María Sharápova.

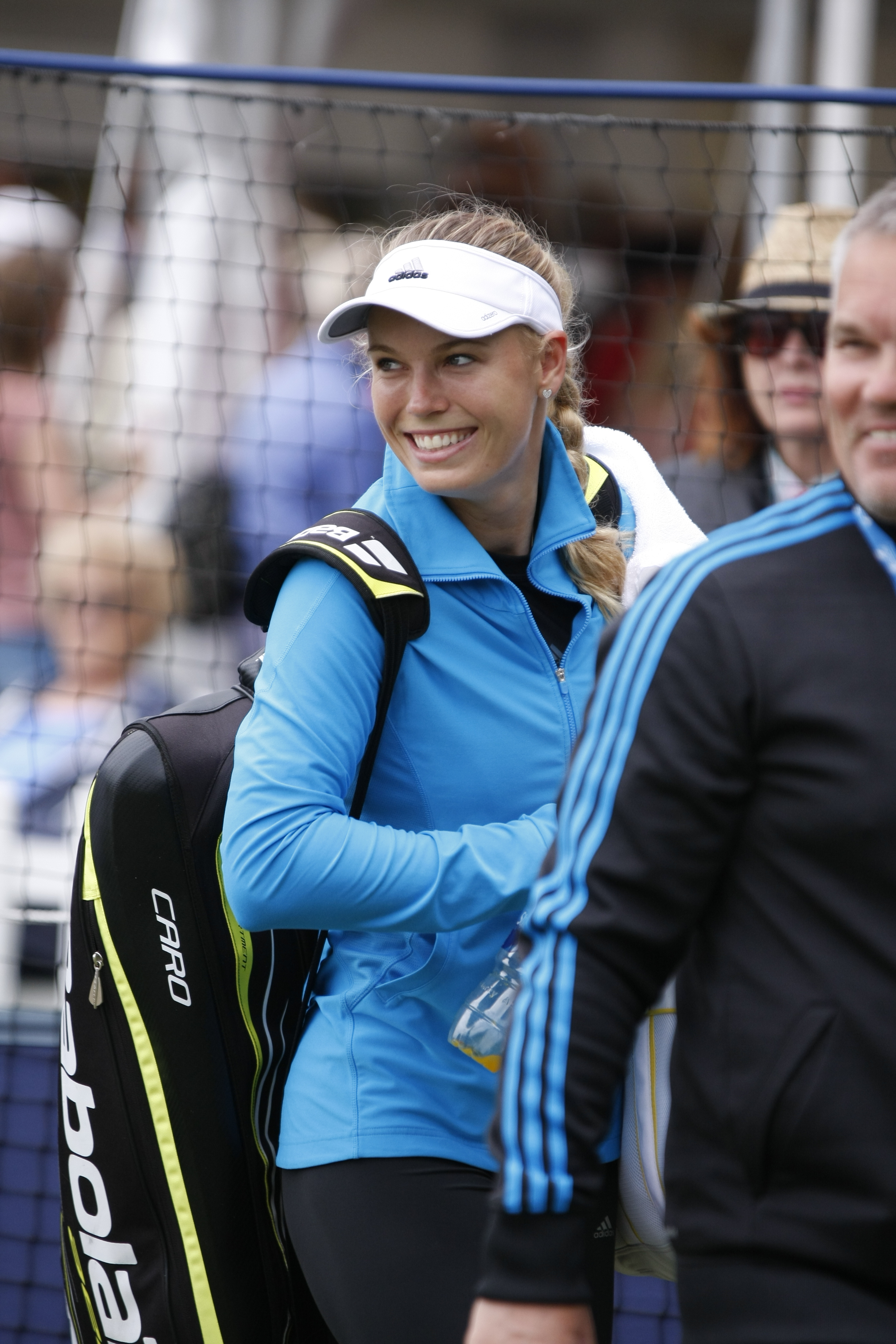
Caroline Wozniacki llegó a su Segunda Final de Grand Slam en el US Open.

Caroline Wozniacki tuvo un gran resurgimiento en su tenis tras un nefasto inicio de temporada. Sus mejores resultados se iniciaron con las semifinales conseguidas en Dubai Tennis Championships derrotada por Venus Williams, los cuartos de final en el Sony Open siendo derrotada por Li Na y las semifinales en el Monterrey Open perdiendo ante Ana Ivanovic. Después de caer en la Primera ronda en Roland Garros ante Yanina Wickmayer, Wozniacki llegaría a las semifinales en Aegon International perdiendo ante Angelique Kerber. Caería en la Cuarta ronda en Wimbledon ante Barbora Záhlavová-Strýcová. Ganaría su Primer título del año en la Istanbul Cup venciendo a Roberta Vinci en la final. Llegaría a los cuartos de final en la Rogers Cup y semifinales en el Western & Southern Open perdiendo ante Serena Williams. Llegaría a la Final en el US Open venciendo a María Sharápova en la cuarta ronda cayendo en la definición ante Serena Williams. Luego llegaría a la final en el Toray Pan Pacific Open perdiendo ante Ana Ivanovic. Llegaría a las semifinales en el Wuhan Open perdiendo ante Eugenie Bouchard.
La primera reemplazante sería Angelique Kerber. Llegó a 4 finales en el año perdiéndolas todas. Su mayor final fue en el Premier 5 en el Catar Total Open perdiendo ante Simona Halep en sets seguidos. Llegaría a otras 3 finales en la categoría Premier 470, en Apia International Sydney, Aegon International y el Bank of the West Classic perdiendo ante Tsvetana Pironkova, Madison Keys y Serena Williams, respectivamente. La segunda reemplazante sería Yekaterina Makarova. Esta sería la primera aventura de la rusa en el finals en la modalidad de individuales, logró su primera Semifinal en un Grand Slam en el US Open perdiendo ante la no. 1 Serena Williams en sets seguidos. También llegó a los cuartos de final en Wimbledon. Ganaría su único título del año en el PTT Pattaya Open venciendo a Karolína Plíšková en dos sets.

### Dobles
| # | Parejas                               | Puntos | Torneos | Fecha de Clasificación |
| - | ------------------------------------- | ------ | ------- | ---------------------- |
| 1 | Sara Errani Roberta Vinci             | 9,315  | 18      | 11 de julio            |
| 2 | Hsieh Su-Wei Shuai Peng               | 5,262  | 12      | 10 de septiembre       |
| 3 | Cara Black Sania Mirza                | 5,185  | 21      | 22 de septiembre       |
| 4 | Yekaterina Makarova Yelena Vesnina    | 5,130  | 13      | 10 de septiembre       |
| 5 | Raquel Kops-Jones Abigail Spears      | 4,240  | 21      | 25 de septiembre       |
| 6 | Květa Peschke Katarina Srebotnik      | 3,950  | 18      | 2 de octubre           |
| 7 | Garbiñe Muguruza Carla Suárez Navarro | 3,515  | 12      | 5 de octubre           |
| 8 | Alla Kudryavtseva Anastasia Rodionova | 3,410  | 21      | 12 de octubre          |

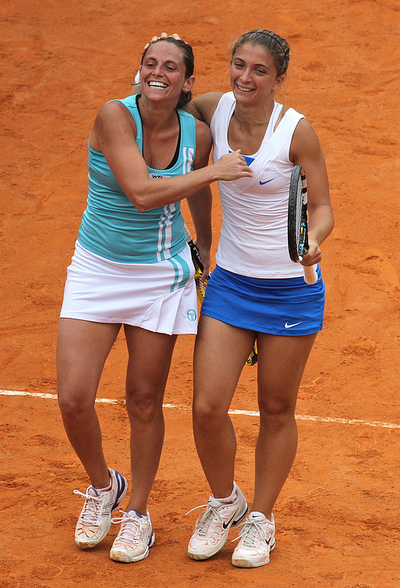
Sara Errani y Roberta Vinci ganaron el Abierto de Australia y el Wimbledon

El 11 de julio, Sara Errani y Roberta Vinci fueron anunciadas como el primer equipo en clasificar al Finals.
Sara Errani & Roberta Vinci volvieron a su gran forma en el 2014, reclamando el no. 1 del ranking.  Llegaron a 3 finales de Grand Slam ganando 2 de ellas, defendieron su título en Australian Open al vencer a las rusas Makarova/Vesnina y completaron el grand slam de carrera en Wimbledon sobre Babos/Mladenovic, convirtiéndose en la quinta parejaen completar el Grand Slam de carrera. También llegaron a la final en  Roland Garros por tercera vez seguida cayendo ante la pareja asiática conformada por Hsieh/Peng. La pareja italiana también ganaron 3 títulos más en el Mutua Madrid Open sobre las locales Muguruza/Suárez Navarro, y la Rogers Cup y el Porsche Tennis Grand Prix ambos sobre Black/Mirza. También llegaron a otras dos finales que perdieron, en el Apia International Sydney ante Babos/Šafářová y en el Internazionali BNL d'Italia ante Peschke/Srebotnik.
El 10 de septiembre, Hsieh Su-wei & Peng Shuai y Yekaterina Makarova & Yelena Vesnina se convirtieron en la segunda y tercera pareja clasificadas al Finals.
Hsieh Su-wei & Peng Shuai, las campeonas de la edición pasada, resumiendo su gran año, repitieron otra gran temporada al ganar en 5 de 5 finales disputadas. Consiguieron su Segundo Grand Slam en Roland Garros, y campeonaron en Indian Wells. Por un tiempo, fueron la mejor pareja del circuito. Hsieh y Peng anunciaron que no seguirían jugando como pareja tras este campeonato.
Ekaterina Makarova & Elena Vesnina fueron las finalistas del año pasado. En la temporada llegó a 3 finales, la última de ellas en el US Open, que ganaron; el cual fue su Segundo Título de Grand Slam en su carrera. Las rusas también llegaron a la final en el Australian Open y en Miami.
Sania Mirza & Cara Black han jugado juntas desde finales del 2013, tras el conflicto entre Black y su expareja Liezel Huber la zimbabuenze trató con muchas jugadoras. En Australia llegaron a los cuartos de final, y desde Indian Wells, tras llegar a la definición, cayeron derrotadas antes de los cuartos de final en los siguientes torneos. Mirza y Black se recompusieron en el tour asiático, llegando a tres finales en fila. El 22 de septiembre se convirtieron en la cuarta pareja en clasificarse al Finals en Singapur.
La Temporada 2014 de Raquel Kops-Jones & Abigail Spears, parejas desde 2012, no fue tan brillante como hace dos años, las americanas tuvieron algunos resultados destacados, incluidas las Semifinales en Australia y Miami, así como el título en Western & Southern Open. La pareja es la mejor de los equipos de americanas a la actualidad. El 25 de septiembre, el equipo conformado por Raquel Kops-Jones y Abigail Spears clasificaron al Finals.
Para Květa Peschke & Katarina Srebotnik es la quinta participación en el Finals juntas, clasificándose en cada temporada a excepción del 2009 y 2012. Srebotnik también compitió en el 2001, 2002 y 2007 con diferentes compañeras, mientras que Peschke lo hizo con otra compañera en el 2006 y 2007. El 2 de octubre, Peschke y Srebotnik se convirtieron en la sexta pareja en clasificarse al Finals.
Garbiñe Muguruza & Carla Suárez Navarro son uno de los equipos más jóvenes en clasificarse al finals.En sus primeros torneos mostraron resultados destacados, en especial en la gira de polvo de ladrillo en el Madrid Open y en Roland Garros. La pareja ganaron el título en el Stanford Classic, y fueron finalistas en el Tokio. El 5 de octubre, Muguruza & Navarro se convirtieron en la séptima pareja en clasificar al Finals.
Alla Kudryavtseva & Anastasia Rodionova se convirtieron en un dúo estable desde septiembre de 2013. Ganaron 3 de 4 finales, todas fueron de categoría International o Premier, también tuvieron resultados decentes en los Grand Slam, incluida los cuartos de final en Wimbledon, o las semifinales en el China Open. Para ambas jugadoras, la temporada 2014 fue una de las mejores en sus carreras. Consecuentemente, Kudryavtseva y Rodionova fueron las últimas Clasificadas al Finals.

## Agrupamientos

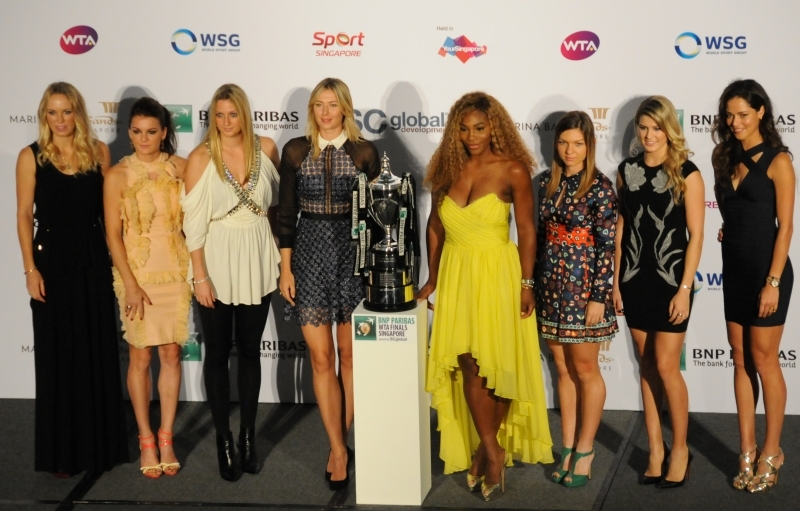
Desde la izquierda: Caroline Wozniacki, Agnieszka Radwanska, Petra Kvitová, María Sharápova, Serena Williams, Simona Halep, Eugenie Bouchard y Ana Ivanović en la ceremonia de Sorteo del Cuadro en el WTA Finals en Singapur.

La edición 2014 del Campeonato de Fin de Año, estuvo compuesta por la actual n.º 1 del Mundo y ex-N°s 1 del Mundo, 4 Campeonas de Grand Slam y 4 Finalistas de Grand Slam. Las competidoras fueron divididas en dos grupos que representan los colores de la bandera Singapur.
| Grupo Rojo: Serena Williams, Simona Halep, Eugenie Bouchard & Ana Ivanovic             |
| Grupo Blanco: María Sharápova, Petra Kvitová, Agnieszka Radwańska & Caroline Wozniacki |

En el grupo rojo, cada jugadora cuenta con su respectiva serie contra las otras jugadoras de este, la sembrada no. 1 Serena Williams tiene un récord de 11–1, la no. 4  Simona Halep tiene un récord de 3–5, la no.5 Eugenie Bouchard cuenta con un récord de 3–2, y la sembrada no. 7 Ana Ivanovic cuenta con un récord de 2–11. Williams tiene un récord casi perfecto en su grupo. Ella está 3-0 sobre Halep, con su último enfrentamiento con victoria para Williams en sets corridos en el Western & Southern Open 2013. Contra Bouchard, Williams está 1-0, ganando su único enfrentamiento entre ellas, en tres sets en el Western & Southern Open 2013. En su serie contra Ivanovic, Williams lidera 7-1, con una única derrota ante la serbia en el Australian Open 2014. Sin embargo, la americana, ganó los últimos tres partidos, incluyendo el más reciente en la final del Western & Southern Open 2014. Halep y Bouchard están empatadas a uno en sus enfrentamientos entre ambas, ambos efectuados este año, Bouchard ganó su partido más reciente en Wimbledon. Halep lidera los enfrentamientos sobre Ivanovic 2-1, incluyendo su último choque en el Mutua Madrid Open 2014. En el último cara a cara, Bouchard lidera sobre Ivanovic 2-0, incluyendo su más reciente victoria en el Australian Open 2014.
En el grupo blanco, cada jugadora cuenta con su respectiva serie contra las otras jugadoras de este, la sembrada no. 2 María Sharápova está 21-7, la no.3 Petra Kvitová está 11-11, la no. 6 Agnieszka Radwańska está 7-21 y la no.8 Caroline Wozniacki está 13-13. Sharápova está 6-2 contra Kvitová, ganando los 5 últimos, incluido el más reciente en el China Open 2014. Contra Radwańska, Sharápova está 10-2, ganando los tres últimos enfrentamientos entre ambas, el más reciente con victoria para la rusa en sets corridos en el Mutua Madrid Open. Sharápova también lidera sus enfrentamientos sobre Wozniacki 5-3, sin embargo Wozniacki ganó su último enfrentamiento entre ambas en tres sets en el US Open 2014. Kvitová lidera sus enfrentamientos sobre Radwańska por 5-1, con victoria para la checa en las dos últimas veces que jugaron, incluido el más reciente en el WTA Tour Championships 2013. Kvitová y Wozniacki están empatadas a 4-4, la danesa ganó el más reciente en el Western & Southern Open 2013. En el último cara a cara, Wozniacki lidera sobre Radwańska 6-4, incluida su más reciente victoria en el Western & Southern Open 2014.

## Frente a Frente
A continuación se muestra el historial de cada jugadora. contra cada rival y su récord de victorias y derrotas en lo que va del año.
|   |                     | Williams | Sharápova | Kvitová | Halep | Bouchard | Radwańska | Ivanovic | Wozniacki | Record General | Récord del año |
| 1 | Serena Williams     |          | 16–2      | 5–0     | 3–0   | 1–0      | 8–0       | 7–1      | 9–1       | 49-4           | 48–7           |
| 2 | María Sharápova     | 2–16     |           | 6–2     | 5–0   | 3–0      | 10–2      | 9–4      | 5–3       | 40–27          | 48–11          |
| 3 | Petra Kvitová       | 0–5      | 2–6       |         | 0–2   | 3–0      | 5–1       | 3–4      | 4–4       | 17–22          | 42–14          |
| 4 | Simona Halep        | 0–3      | 0–5       | 2–0     |       | 1–1      | 2–4       | 2–1      | 1–1       | 8–15           | 43–14          |
| 5 | Eugenie Bouchard    | 0–1      | 0–3       | 0–3     | 1–1   |          | 0–1       | 2–0      | 1–0       | 4–9            | 44–20          |
| 6 | Agnieszka Radwańska | 0–8      | 2–10      | 1–5     | 4–2   | 1–0      |           | 7–3      | 4–6       | 19–34          | 46–19          |
| 7 | Ana Ivanovic        | 1–7      | 4–9       | 4–3     | 1–2   | 0–2      | 3–7       |          | 5–2       | 18–32          | 55–16          |
| 8 | Caroline Wozniacki  | 1–9      | 3–5       | 4–4     | 1–1   | 0–1      | 6–4       | 2–5      |           | 17–29          | 46–18          |

## Resumen del Torneo Día a Día

### Día 1 (17 de octubre)
| Partidos                 | Partidos         | Partidos          | Partidos         |
| Evento                   | Ganadora         | Perdedora         | Marcador         |
| ------------------------ | ---------------- | ----------------- | ---------------- |
| Rising Stars Round Robin | Monica Puig [2]  | Zarina Diyas [1]  | 7–5, 6–2         |
| Rising Stars Round Robin | Zheng Saisai [4] | Shelby Rogers [3] | 2–6, 6–2, [10–6] |

### Día 2 (18 de octubre)
| Partidos                 | Partidos          | Partidos         | Partidos              |
| Evento                   | Ganadora          | Perdedora        | Marcador              |
| ------------------------ | ----------------- | ---------------- | --------------------- |
| Rising Stars Round Robin | Shelby Rogers [3] | Zarina Diyas [1] | 6–1, 6–3              |
| Rising Stars Round Robin | Monica Puig [2]   | Zheng Saisai [4] | 7–6(7–3), 4–6, [10–6] |

### Día 3 (19 de octubre)
| Partidos                 | Partidos         | Partidos          | Partidos                   |
| Evento                   | Ganadora         | Perdedora         | Marcador                   |
| ------------------------ | ---------------- | ----------------- | -------------------------- |
| Rising Stars Round Robin | Zheng Saisai [4] | Zarina Diyas [1]  | 7–6(7–4), 6–7(2–7), [10–5] |
| Rising Stars Round Robin | Monica Puig [2]  | Shelby Rogers [3] | 6–3, 6–7(4–7), [11–9]      |

### Día 4 (20 de octubre)
| Partidos                | Partidos   | Partidos                           | Partidos                | Partidos | Partidos |
| Evento                  | Grupo      | Ganadora                           | Perdedora               | Marcador |          |
| ----------------------- | ---------- | ---------------------------------- | ----------------------- | -------- | -------- |
| Legends Classic Doubles | N/A        | Marion Bartoli Martina Navratilova | Tracy Austin Iva Majoli | 8–5      |          |
| Singles Round Robin     | Grupo Rojo | Serena Williams [1]                | Ana Ivanovic [7]        | 6–4, 6–4 |          |
| Singles Round Robin     | Grupo Rojo | Simona Halep [4]                   | Eugenie Bouchard [5]    | 6–2, 6–3 |          |

### Día 5 (21 de octubre)
| Partidos            | Partidos     | Partidos                | Partidos            | Partidos                | Partidos |
| Evento              | Grupo        | Ganadora                | Perdedora           | Marcador                |          |
| ------------------- | ------------ | ----------------------- | ------------------- | ----------------------- | -------- |
| Rising Stars Final  | N/A          | Monica Puig [2]         | Saisai Zheng [4]    | 6–4, 6–3                |          |
| Singles Round Robin | Grupo Blanco | Caroline Wozniacki [8]  | María Sharápova [2] | 7–6(7–4), 6–7(5–7), 6–2 |          |
| Singles Round Robin | Grupo Blanco | Agnieszka Radwańska [6] | Petra Kvitová [3]   | 6–2, 6–3                |          |

### Día 6 (22 de octubre)
| Partidos                  | Partidos   | Partidos                              | Partidos                                   | Partidos         |
| Evento                    | Grupo      | Ganadora                              | Perdedora                                  | Marcador         |
| ------------------------- | ---------- | ------------------------------------- | ------------------------------------------ | ---------------- |
| Dobles - Cuartos de final | N/A        | Alla Kudryavtseva Anastasia Rodionova | Yekaterina Makarova [4] Yelena Vesnina [4] | 4–6, 6–2, [10–6] |
| Singles Round Robin       | Grupo Rojo | Simona Halep [4]                      | Serena Williams [1]                        | 6–0, 6–2         |
| Singles Round Robin       | Grupo Rojo | Ana Ivanovic [7]                      | Eugenie Bouchard [5]                       | 6–1, 6–3         |
| Dobles - Cuartos de final | N/A        | Su-Wei Hsieh [2] Shuai Peng [2]       | Garbiñe Muguruza Carla Suárez Navarro      | 6–4, 6–1         |
| Legends Classic Doubles   | N/A        | Tracy Austin Marion Bartoli           | Iva Majoli Martina Navratilova             | 8–4              |

### Día 7 (23 de octubre)
| Partidos                  | Partidos     | Partidos                       | Partidos                         | Partidos          |
| Evento                    | Grupo        | Ganadora                       | Perdedora                        | Marcador          |
| ------------------------- | ------------ | ------------------------------ | -------------------------------- | ----------------- |
| Singles Round Robin       | Grupo Blanco | Caroline Wozniacki [8]         | Agnieszka Radwańska [6]          | 7–5, 6–3          |
| Singles Round Robin       | Grupo Blanco | Petra Kvitová [3]              | María Sharápova [2]              | 6–3, 6–2          |
| Singles Round Robin       | Grupo Rojo   | Serena Williams [1]            | Eugenie Bouchard [5]             | 6–1, 6–1          |
| Dobles - Cuartos de final | N/A          | Cara Black [3] Sania Mirza [3] | Raquel Kops-Jones Abigail Spears | 6–3, 2–6, [12–10] |
| Legends Classic Doubles   | N/A          | Marion Bartoli Iva Majoli      | Tracy Austin Martina Navratilova | 8–3               |

### Día 8 (24 de octubre)
| Partidos                  | Partidos     | Partidos                         | Partidos                          | Partidos           |
| Evento                    | Grupo        | Ganadora                         | Perdedora                         | Marcador           |
| ------------------------- | ------------ | -------------------------------- | --------------------------------- | ------------------ |
| Singles Round Robin       | Grupo Blanco | María Sharápova [2]              | Agnieszka Radwańska [6]           | 7–5, 6–7(4–7), 6–2 |
| Singles Round Robin       | Grupo Blanco | Caroline Wozniacki [8]           | Petra Kvitová [3]                 | 6–2, 6–3           |
| Singles Round Robin       | Grupo Rojo   | Ana Ivanovic [7]                 | Simona Halep [4]                  | 7–6(9–7), 3–6, 6–3 |
| Dobles - Cuartos de final | N/A          | Květa Peschke Katarina Srebotnik | Sara Errani [1] Roberta Vinci [1] | 2–1, retiro        |

### Día 9 (25 de octubre)
| Partidos             | Partidos                        | Partidos                              | Partidos           |
| Evento               | Ganadora                        | Perdedora                             | Marcador           |
| -------------------- | ------------------------------- | ------------------------------------- | ------------------ |
| Dobles - Semifinales | Su-Wei Hsieh [2] Shuai Peng [2] | Alla Kudryavtseva Anastasia Rodionova | 6–1, 6–4           |
| Semifinales          | Serena Williams [1]             | Caroline Wozniacki [8]                | 2–6, 6–3, 7–6(8–6) |
| Semifinales          | Simona Halep [4]                | Agnieszka Radwańska [6]               | 6–2, 6–2           |
| Dobles - Semifinales | Cara Black [3] Sania Mirza [3]  | Květa Peschke Katarina Srebotnik      | 4–6, 7–5, [11–9]   |

### Día 10 (26 de octubre)
| Partidos       | Partidos                       | Partidos                        | Partidos |
| Evento         | Ganadora                       | Perdedora                       | Marcador |
| -------------- | ------------------------------ | ------------------------------- | -------- |
| Dobles - Final | Cara Black [3] Sania Mirza [3] | Su-Wei Hsieh [2] Shuai Peng [2] | 6–1, 6–0 |
| Final          | Serena Williams [1]            | Simona Halep [4]                | 6–3, 6–0 |

## Finales

### Individuales
| Fecha    | Partido             | Partido | Partido          | Resultado |
| -------- | ------------------- | ------- | ---------------- | --------- |
| 25.10.14 | Serena Williams [1] | 2-0     | Simona Halep [4] | 6-3, 6-0  |

### Dobles
| Fecha    | Partido                    | Partido | Partido                     | Resultado |
| -------- | -------------------------- | ------- | --------------------------- | --------- |
| 25.10.14 | Cara Black Sania Mirza [3] | 2-0     | Su-Wei Hsieh Shuai Peng [2] | 6-1, 6-0  |